# Augusto I, Eleitor da Saxónia
Augusto I da Saxónia (31 de julho de 1526 - 11 de fevereiro de 1586) foi governante da Saxónia de 1553 a 1586.

## Família
Augusto era a filho mais novo do duque Henrique IV da Saxónia e da sua esposa, a duquesa Catarina de Mecklemburgo. Entre os seus irmãos encontrava-se o príncipe-eleitor Maurício da Saxónia. Os seus avós paternos eram o duque Alberto III da Saxónia e a princesa Sidónia de Poděbrady. Os seus avós maternos eram o duque Magnus II de Mecklemburgo e a duquesa Sofia da Pomerania-Stettin.

## Primeiros anos
Augusto pertencia ao ramo albertino da Casa de Wettin. Educado como luterano, recebeu uma boa educação e estudou na Universidade de Leipzig.
Quando o duque Henrique morreu em 1541, deixou expresso no seu testamento o desejo de que as suas terras fossem divididas de igual forma entre os seus dois filhos, contudo, o seu pedido ia contra as Leis Albertinas e o ducado foi herdado quase na sua totalidade pelo seu filho mais velho, Maurício. Apesar de tudo, Augusto manteve uma boa relação com o irmão e, para melhorar as relações externas do ducado, passou algum tempo na corte do imperador Fernando I em Viena.
Em 1544, Maurício conseguiu fazer com que o seu irmão fosse nomeado administrador do bispado de Merseburg, mas Augusto era muito extravagante e não demorou a regressar à corte da Saxónia em Dresden. Augusto apoiou o seu irmão durante a guerra da Liga de Esmalcalda e durante o período em que várias negociações políticas acabaram com a transferência do eleitorado da Saxónia do príncipe-eleitor João Frederico I, chefe do ramo ernestino da Casa de Wettin, para Maurício.

## Casamento e descendência
Augusto casou-se no dia 7 de outubro de 1548 com a princesa Ana da Dinamarca, filha do rei Cristiano III. O casal teve quinze filhos:
1. João Henrique da Saxónia (5 de maio de 1550 - 12 de novembro de 1550), morreu aos cinco meses de idade;
2. Leonor da Saxónia (2 de maio de 1551 - 24 de abril de 1553), morreu aos dois anos de idade;
3. Isabel da Saxônia (18 de outubro de 1552 - 2 de abril de 1590), casada com o conde João Casimiro do Palatinado-Simmern; com descendência;
4. Alexandre da Saxónia (21 de fevereiro de 1554 - 8 de outubro de 1565), morreu aos onze anos de idade;
5. Magnus da Saxónia (24 de setembro de 1555 - 6 de novembro de 1558), morreu aos três anos de idade;
6. Joaquim da Saxónia (3 de maio de 1557 - 21 de novembro de 1557), morreu aos seis meses de idade;
7. Heitor da Saxónia (7 de outubro de 1558 - 4 de abril de 1560), morreu com um ano e meio de idade;
8. Cristiano I, Eleitor da Saxônia (29 de outubro de 1560 - 25 de setembro de 1591), príncipe-eleitor da Saxónia de 1586 a 1591; casado com a marquesa Sofia de Brandemburgo; com descendência;
9. Maria da Saxónia (8 de março de 1562 - 6 de janeiro de 1566), morreu aos três anos de idade;
10. Doroteia da Saxónia (4 de outubro de 1563 - 13 de fevereiro de 1587), casada com o duque Henrique Júlio de Brunswick-Wolfenbüttel; com descendência;
11. Amália da Saxónia (28 de janeiro de 1565 - 2 de julho de 1565), morreu aos seis meses de idade;
12. Ana da Saxónia (16 de novembro de 1567 - 27 de janeiro de 1613), casada com o duque João Casimiro de Saxe-Coburgo; sem descendência;
13. Augusto da Saxónia (23 de outubro de 1569 - 12 de fevereiro de 1570), morreu aos três meses de idade;
14. Adolfo da Saxónia (8 de agosto de 1571 - 12 de março de 1572), morreu aos seis meses de idade;
15. Frederico da Saxónia (18 de junho de 1575 - 24 de janeiro de 1577), morreu com pouco mais de um ano de idade.

Pouco depois deste casamento, Augusto desejou ter mais poder e influência. Em consequência disso, Maurício começou a tomar providências mais generosas para o seu irmão que chegou mesmo a ser regente da Saxónia em 1552, quando o príncipe-eleitor de ausentou do estado. Augusto estava de visita à Dinamarca quando Maurício morreu em julho de 1553 e tornou-se príncipe-eleitor da Saxónia.

## Príncipe-eleitor da Saxónia

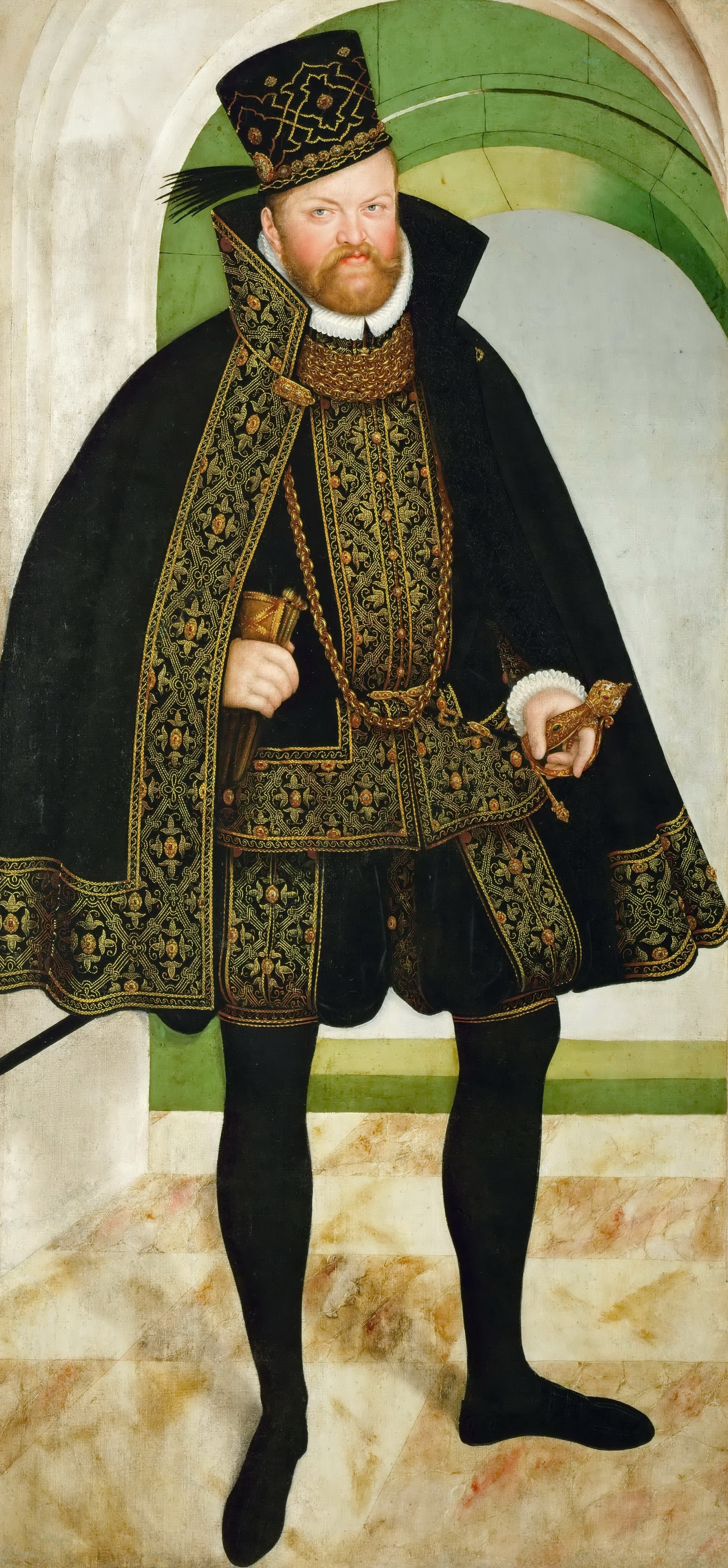
Augusto I.

Uma das primeiras acções de Augusto como príncipe-eleitor da Saxónia foi a de pacificar a sua relação com João Frederico para assim fortalecer a sua posição no eleitorado. Este objectivo foi assegurado com um tratado assinado em Naumburg em Fevereiro de 1554 quando, em troca de Altenburg e outras terras, João Frederico reconheceu Augusto como príncipe-eleitor da Saxónia. Contudo, Augusto nunca deixou de temer que o ramo ernestino fosse tentar recuperar a sua antiga posição e a sua política tanto na Saxónia como com o restante Sacro-Império foi caracterizada por esse medo.
No que dizia respeito a política externa, Augusto agiu de duas formas: primeiro cultivar a amizade com os Habsburgo, segundo manter a paz entre as religiões. Devido a esta segunda política, pode-se notar a sua influência no tratado de paz de Augsburg de 1555, a sua conduta retorcida no diet de Augsburg onze anos depois e a sua hesitação em quebrar todos os laços com os calvinistas. A sua política de paz religiosa também foi promovida através do casamento que negociou em 1561 entre a sua sobrinha Ana e o então católico príncipe de Orange que era na altura um dos principais vassalos dos Habsburgo na Holanda.
Só houve uma ocasião em que a sua lealdade para com os Habsburgo vacilou. Em 1568, foi arranjado um casamento entre o conde João Casimiro, filho do príncipe-eleitor Frederico III do Palatinado, e Isabel, a filha de Augusto. Durante algum tempo pareceu provável que o príncipe-eleitor da Saxónia fosse apoiar as tentativas do seu genro para ajudar a causar uma revolução na Holanda espanhola. Augusto também entrou em contacto com os Huguenote. Contudo, o príncipe-eleitor continuava a demonstrar pouca vontade para se envolver em complicações estrangeiras e a curta amizade com o eleitor do Palatinado não demorou a transformar-se num ódio sério.
Apesar de ser um luterano resoluto, Augusto acreditou a certa altura que conseguiria unir todos os protestantes. Pedia continuamente para que os luteranos não dessem motivos para os seus opositores os ofenderem e foi a favor de um movimento que tinha como objectivo eliminar a cláusula no tratado de paz de Augsburg que dizia respeito à reserva eclesiástica e que ofendia muitos protestantes. Contudo, a sua moderação impediu-o de se juntar aqueles que se preparavam para usar a força a fim de obter essa exigência e recusou-se a perder concessões que já tinham sido atribuídas.

## Políticas religiosas
A hostilidade entre os ramos albertino e ernestino deu grandes problemas a Augusto. Um pregador chamado Matthias Flacius tinha uma posição influente no ducado da Saxónia e ensinava uma forma de luteranismo diferente da que se aplicava no eleitorado da Saxónia. Esta divergência foi aumentada quando Flacius começou a fazer ataques pessoais a Augusto com o objectivo de causar a sua queda do poder e incentivou o duque João Frederico a recuperar o seu antigo poder. Ao lado da causa de Flacius estava um cavaleiro, Wilhelm von Grumbach, que, pouco satisfeito com uma guerra de palavras, viajou até ao eleitorado e procurou obter a ajuda de potências estrangeiras para o ajudarem no seu plano de derrubar Augusto. Depois algum atraso, Grumbach e o seu protector, João Frederico, receberam uma interdição imperial e Augusto foi o responsável por a executar. A sua campanha de 1567 foi curta e teve sucesso. João Frederico rendeu-se e passou o resto da vida na prisão. Grumbach foi executado e a posição de Augusto reforçou-se.
A forma de luteranismo ensinada na Saxónia eleitoral era a de Melanchthon e muitos dos seus professores e aderentes, tais como Caspar Peucer e Johann Stössel, que posteriormente viriam a ser chamados de crypto-calvinistas, eram seguidos pelo príncipe-eleitor. Os crypto-calvinistas estavam confiantes de que iriam conseguir converter Augusto ao calvinismo convencendo-o de que eram luteranos leais quando, de facto, estavam apenas a fazer os possíveis para introduzir perspectivas calvinistas sobre a Última Ceia e a doutrina da predestinação na Universidade de Wittenberg. A principio Augusto foi enganado. Incentivado pela sua esposa, o assunto atingiu o seu climax em 1574, quando foram descobertas cartas que, ao mesmo tempo que revelavam a esperança de converter Augusto ao calvinismo, também caluniavam o príncipe-eleitor e a sua esposa. Augusto ordenou que os líderes dos crypto-calvinistas fossem capturados e, quando tal aconteceu, foram torturados e presos. Restaurou-se o luteranismo genuíno na Saxónia e começou a procurar-se uma forma de unir os luteranos através de um processo que iria levar à publicação, em 1580, do Livro de Concórdia Luterana. Augusto financiou pessoalmente a publicação do livro, uma obra que englobava todas as confissões luteranas e que era assinado por mais de oito mil e cem pastores e professores de quase trinta territórios, estados e cidades da Alemanha. Esta forma restrita de luteranismo foi declarada como a única forma legal na Saxónia e muitas pessoas foram expulsas do estado.
Contudo, a mudança na Saxónia não mudou a atitude de Augusto no que dizia respeito a questões imperiais. Em 1576, o príncipe-eleitor opôs-se aos príncipes protestantes que queriam fazer um empréstimo para a guerra contra o Império Otomano a não ser que a clausula sobre a reserva eclesiástica fosse abolida e continuou a apoiar os Habsburgo.

## Expansão territorial
Muito do reinado de Augusto foi dedicado à expansão territorial. Em 1573, tornou-se guardião dos dois filhos do duque João Guilherme de Saxe-Weimar e, nessa capacidade, pôde acrescentar parte do condado de Hanneberg ao eleitorado da Saxónia. O facto de ter um território abastado permitiu-lhe tirar vantagem da pobreza dos seus vizinhos e foi dessa forma que adquiriu o território de Vogtland e o condado de Mansfeld. Em 1555 escolheu um homem da sua confiança para se tornar bispo de Meissen e, em 1561, conseguiu fazer com que o seu filho Alexandre fosse nomeado bispo de Merseburg e, três anos depois, bispo de Naumburg. Quando o seu filho morreu em 1565, esses bispados passaram a estar sob o governo directo de Augusto.
Como governante da Saxónia, Augusto foi económico e culto. Favoreceu trocas comerciais encorajando emigrantes flamengos a escolher o seu estado para viver e, para isso, melhorou as estradas e passou a regulá-las através da criação dos primeiros postos de controlo. Interessou-se principalmente pelo desenvolvimento da agricultura e construiu vários edifícios na cidade de Dresden. As suas leis foram numerosas e compreensíveis. A constituição de 1572 foi da sua autoria e, através dela, a igreja, as universidades e a polícia passaram a ser regulados, a administração da justiça foi melhorada e o aumento de impostos feito com mais justiça.

## Segundo casamento e morte
A 1 de outubro de 1585, a princesa Ana morreu. Três meses depois, a 3 de Janeiro de 1586, Augusto casou-se pela segunda vez, desta vez com a princesa Inês Edviges de Anhalt. A noiva tinha apenas treze anos de idade, o noivo tinha quase sessenta. Augusto acabaria por morrer um mês depois da cerimónia e foi enterrado na Catedral de Freiberg. O seu único filho varão que chegou à idade adulta, Cristiano, foi o seu sucessor.
Augusto era um homem ambicioso, cruel e supersticioso, mas essas características eram compensadas pela sua moderação política e os seus métodos de governo sensatos. Escreveu um pequeno trabalho sobre agricultura intitulado Künstlich Obstund Gartenbüchlein. Era também conhecido pelas suas várias colecções de museu, incluindo a melhor colecção de armas da Europa do norte, quadros e uma dispendiosa colecção de ferramentas. A biblioteca que tem o seu nome em Wolfenbüttel tem a maior colecção do mundo de documentos originais sobre a Reforma Luterana e História da Alemanha e da Europa Moderna.
Uma das suas muitas possessões, um relógio automático chamado Galeão Mecânico encontra-se actualmente em exposição no British Museum. Esta decoração de mesa tocava música, dizia que horas eram e mostrava Augusto e outros seis príncipes-eleitores a apresentar-se ao imperador.